# أندري فولكوف
أندري فولكوف (بالروسية: Андрей Валерьевич Волков)‏ هو متزحلق حر روسي، ولد في 22 مايو 1986 في تشوسوفوي في روسيا.

## وصلات خارجية
- أندري فولكوف على موقع الاتحاد الدولي للتزلج (التزلج الحر) (الإنجليزية)
- أندري فولكوف على موقع أوليمبيديا (الإنجليزية)